# Prix Gairdner
Le prix Gairdner - en anglais : Canada Gairdner International Award - est remis depuis 1957 par la Fondation Gairdner (en). Il est décerné annuellement à l'occasion d'un diner à cinq personnes dont les travaux ou la contribution constituent une réalisation concrète dans le domaine des sciences médicales. Beaucoup des lauréats de ce prix obtiennent ensuite un prix Nobel (65 de 1959 à mi-2006).
Il existe également deux autres prix Gairdner, décernés eux à titre individuel.

## Lauréats

### Années 1950
- 1959 : Alfred Blalock, Helen Taussig, Charles Ragan, Harry Rose, William Paton, Eleanor Zaimis, Wilfred Gordon Bigelow

### Années 1960
- 1960 : Joshua Burn, John Heysham Gibbon, William Hamilton (en), John McMichael, Karl Friedrich Meyer (en), Arnold Rich (en)
- 1961 : Russell Brock, Alan Burton, Alexander Gutman, Jonas Kellgren, Ulf von Euler
- 1962 : Francis Crick, Albert Coons (en), Clarence Crafoord, Henry Kunkel, Stanley Sarnoff (en)
- 1963 : Murray Barr, Jacques Genest, Irvine Page, Pierre Grabar, Clarence Walton Lillehei, Eric Bywaters
- 1964 : Seymour Benzer, Karl Beyer Jr., Deborah Doniach, Ivan Roitt, Donald Walter Gordon Murray, Keith R. Porter (en)
- 1965 : Jerome Conn, Robin Coombs, Charles Dent, Charles Leblond, Daniel McCarty, Horace Smirk
- 1966 : Rodney Porter, Geoffrey Dawes (en), Charles Huggins, Willem Kolff, Luis Leloir, Jacques Miller, Jan Waldenström
- 1967 : Christian de Duve, Marshall Nirenberg, George Emil Palade, Julius Axelrod, Sidney Udenfriend (en), Harold Copp (en), Iain MacIntyre, Peter Moloney, James Mustard (en)
- 1968 : Bruce Chown, James Learmonth Gowans, George Hitchings, Jacques Oudin, J. Edwin Seegmiller (en)
- 1969 : Frank J. Dixon, John P. Merrill (en), Belding Scribner, Robert B. Salter, Earl Sutherland, Ernest McCulloch, Mason Sones (en), James Till (en)

### Années 1970
- 1970 : Vincent Dole, Richard Doll, Robert Good (en), Niels Jerne, Robert Merrifield
- 1971 : Charles Herbert Best, Rachmiel Levine, Frederick Sanger, Donald Steiner, Solomon Berson, Rosalyn Yalow
- 1972 : Sune Bergström, Britton Chance, Oleh Hornykiewicz (de), Robert Race, Ruth Sanger
- 1973 : Roscoe Brady (de), Denis Burkitt, John Charnley, Kimishige Ishizaka, Teruko Ishizaka, Harold Johns (en)
- 1974 : David Baltimore, Howard Temin, Hector DeLuca, Roger Guillemin, Andrew Schally, Hans Muller-Eberhard (de), Judah Quastel (en)
- 1975 : Ernest Beutler (en), Baruch Blumberg, Henri-Géry Hers, Hugh Huxley, John Keith, William Mustard
- 1976 : Godfrey Hounsfield, Thomas Dawber, William Kannel, Eugene Kennedy (pl), George Klein (de), George D. Snell
- 1977 : Frank Austen, Cyril Clarke, Jean Dausset, Henry Friesen (en), Victor McKusick
- 1978 : Sydney Brenner, Jean-Pierre Changeux, Donald Fredrickson (en), Samuel O. Freedman, Phil Gold, Edwin Krebs, Elizabeth C. Miller (de), James A. Miller (de), Lars Terenius
- 1979 : James Black, George Cahill, Walter Gilbert, Elwood Jensen, Frederick Sanger, Charles Scriver, Claude Fortier

### Années 1980
- 1980 : Paul Berg, Irving Fritz, Gobind Khorana, Efraim Racker (en), Jesse Roth, Michael Sela
- 1981 : Michael Brown, Joseph Goldstein, Wai Yiu Cheung, Jerry Wang, Georges Kohler, Cesar Milstein, Elizabeth Neufeld, Saul Roseman, Bengt Samuelsson
- 1982 : Gilbert Ashwell, Günter Blobel, Arvid Carlsson, Paul Janssen, Manfred Mayer
- 1983 : Donald Henderson, Bruce Ames, Gerald Aurbach (en), John Clements, Richard Gershon, Susumu Tonegawa
- 1984 : J. Michael Bishop, Harold Varmus, Alfred Gilman, Martin Rodbell, Yuet Wai Kan (en), Kresimir Krnjevic, Robert Noble (en), Douglas G. Cameron
- 1985 : Stanley Cohen, Paul Lauterbur, Raymond Lemieux, Mary F. Lyon, Mark Ptashne, Charles Yanofsky
- 1986 : Jean-Francois Borel (de), James Darnell, Phillip Sharp, Adolfo de Bold (en), Geoffrey Flynn, Harald Sonnenberg (de), Peter Doherty, Rolf Zinkernagel, Michael Smith
- 1987 : René Favaloro, Robert Gallo, Luc Montagnier, Walter Gehring, Edward B. Lewis, Eric Kandel, Michael Rossmann
- 1988 : Albert Aguayo, Michael Berridge, Yasutomi Nishizuka (en), Thomas Cech, Michael Epstein, Robert Lefkowitz
- 1989 : Mark M. Davis, Tak Wah Mak (en), Jean-Marie Ghuysen, Louis M. Kunkel (de), Ronald Worton, Erwin Neher, Bert Sakmann

### Années 1990
- 1990 : Francis Collins, John Riordan (de), Lap-Chee Tsui, Victor Ling (de), Oliver Smithies, Edwin M. Southern, Donnall Thomas
- 1991 : Sydney Brenner, John Sulston, Judah Folkman, Robert Furchgott, David MacLennan, Kary Mullis
- 1992 : Leland Hartwell, Yoshio Masui, Paul Nurse, Richard Peto, Bert Vogelstein, Robert Weinberg
- 1993 : Mario Capecchi, Oliver Smithies, Alvan Feinstein (en), Stanley Prusiner, Michel Ter-Pogossian (en)
- 1994 : Pamela Bjorkman, Don Craig Wiley, Tony Hunter, Tony Pawson, Donald Metcalf
- 1995 : Bruce Alberts, Arthur Kornberg, Roger Tsien
- 1996 : Robert Langer, Barry Marshall, Janet Rowley, James Rothman, Randy Schekman
- 1997 : Corey Goodman (de), Erkki Ruoslahti, Richard Hynes, Alfred Knudson
- 1998 : Elizabeth Blackburn, Carol Greider, Giuseppe Attardi (de), Walter Neupert (de), Gottfried Schatz (de)
- 1999 : Avram Hershko, Alexander Varshavsky, Andrew Wyllie, Robert Horvitz

### Années 2000
- 2000 : Jack Hirsh (de), Roger Kornberg, Robert Roeder, Alain Townsend (de), Emil Unanue (en)
- 2001 : Clay Armstrong, Bertil Hille, Roderick MacKinnon, Marc Kirschner
- 2002 : Philip Green, Eric Lander, Maynard Olson, John Sulston, Craig Venter, Michael Waterman, Robert Waterston, Jean Weissenbach, James Watson, Francis Collins
- 2003 : Richard Axel, Linda Buck, Wayne Hendrickson, Seiji Ogawa, Ralph Steinman
- 2004 : Seymour Benzer, John Ellis (en), Franz-Ulrich Hartl, Arthur Horwich, George Sachs (de), Jeffrey M. Friedman
- 2005 : Douglas Coleman, Craig C. Mello, Andrew Fire, Brenda Milner, Endel Tulving
- 2006 : Ralph L. Brinster (en), Ronald M. Evans, Alan Hall (de), Thomas D. Pollard (en), Joan A. Steitz
- 2007 : C. David Allis (de), Kim Nasmyth, Harry Noller, Dennis Slamon (en), Thomas A. Steitz
- 2008 : Victor Ambros, Samuel Weiss (en), Gary Ruvkun, Nahum Sonenberg, Harald zur Hausen
- 2009 : Richard Losick (de), Kazutoshi Mori (de), Lucy Shapiro, Peter Walter, Shinya Yamanaka

### Années 2010
- 2010 : William Catterall (de), Pierre Chambon, William Kaelin, Peter Ratcliffe, Gregg Semenza
- 2011 : Adrian Bird, Howard Cedar, Aharon Razin, Jules Hoffmann, Shizuo Akira (en)
- 2012 : Jeffrey Hall, Michael Rosbash, Michael W. Young, Thomas Jessell (de), Jeffrey Ravetch
- 2013 Harvey J. Alter, Daniel W. Bradley, Michael Houghton (award declined)[1], Stephen Joseph Elledge, Gregory Winter
- 2014 James P. Allison, Titia de Lange, Marc Feldmann, Ravinder N. Maini, Harold F. Dvorak, Napoleone Ferrara
- 2015 Lewis C. Cantley, Michael N. Hall, Lynne E. Maquat, Yoshinori Ohsumi, Shimon Sakaguchi
- 2016 Feng Zhang, Jennifer Doudna, Emmanuelle Charpentier, Philippe Horvath, Rodolphe Barrangou
- 2017 Akira Endo, Antoine Hakim, David J. Julius (en), Cesar Victora, Lewis Kay, Rino Rappuoli, Huda Zoghbi
- 2018 Azim Surani, Davor Solter, Edward Boyden, Karl Deisseroth, Peter Hegemann
- 2019 John Diffley, Ronald Vale, Timothy A. Springer, Bruce Stillman, Susan Band Horwitz [2]

### Années 2020
- 2020 Roel Nusse, Rolf Kemler}, Mina J. Bissell, Masatoshi Takeichi, Elaine Fuchs
- 2021 Daniel J. Drucker, Joel Habener, Jens Juul Holst, Mary-Claire King
- 2022 Pieter Cullis, John Dick, Katalin Kariko, Drew Weissman, Stuart Orkin
- 2023 Demis Hassabis, John Jumper, Bonnie Bassler, E. Peter Greenberg, Michael R. Silverman